# Vlasta Pavić
Vlasta Pavić (Zagreb, 24. svibnja 1957.) hrvatska političarka (SDP), gradonačelnica Zagreba od 2002. do 2005.
Kao članicu Socijaldemokratske partije Hrvatske i dotadašnju dogradonačelnicu, Skupština Grada Zagreba ju je izabrala za gradonačelnicu 1. ožujka 2002. nakon što je gradonačelnik Milan Bandić bio prisiljen podnijeti ostavku zbog skandala vezanog za vožnju u pijanom stanju i pokušaj podmićivanja prometnog policajca.
Uskoro je Bandić izabran za dogradonačelnika i pokušao nastaviti upravljati gradom posredstvom svojih brojnih pristaša u gradskoj upravi i partijskoj organizaciji. Uporno se je pokušavao nametnuti Vlasti Pavić, koristeći ju kao marionetu. Ona to nije dopuštala i sukob između njih nije prestao do kraja njezina mandata. Pavić se pokušala suprotstaviti i uz diskretnu podršku predsjednika SDP-a Ivice Račana, koji nije volio da mu ijedan partijski vođa potkopava autoritet. Međutim nisu imali naročit uspjeh te je sukob dobivao i javnu dimenziju. Najviše je eskalirao u ožujku 2004., kad je Pavić javno tražila ispriku od Bandića što ju je verbalno napao na vulgaran i primitivan način, riječima: "J... ću ti majku! Ja vam dajem kruh i sve ću vas j...!!!"
Incident je "stavljen pod tepih" u interesu održavanja stabilnosti gradske vlasti, a Pavić je dogovorila s Bandićem da se neće ponovo kandidirati za gradonačelnicu, dok bi zauzvrat do sljedećih izbora trebalo vladati "primirje". Bez obzira na to, Bandić je nastavio s potkopavanjem na razne načine, a čak je plasirao u javnosti razne klevete na račun gradonačelnice. Naposljetku je uspio nametnuti prijevremene izbore, u svibnju 2005., nakon kojih ponovo postaje gradonačelnik, zadobivši podršku Partije i Račana, svjesna Bandićeve snage i popularnosti.